# Петровка (Тарутинский район)
Петровка (укр. Петрівка, рум. Sărăţica) — село, относится к Тарутинскому району Одесской области Украины.
Население по переписи 2001 года составляло 984 человека, в том числе жителей, чей родной язык: украинский 88,11%, молдавский 6%, русский 3,56%, болгарский 1,93%.
Согласно переписи 1897 года в Петровке (Игупецъ, Чага, Видиштей), местечке Бендерского уезда, проживает 842 православных и 611 иудеев.
Почтовый индекс — 68510. Телефонный код — 4847. Занимает площадь 1,16 км². Код КОАТУУ — 5124786901.

## История
Село основано в 1830-х годах переселенцами с Хотинского и Бендерского уездов. До 1860 года носило название Чага. На 1969 год работает колхоз "Украина", который обрабатывает 5693га сельскохозяйственных угодий. Основной вид деятельности - животноводство и выращивание зерновых культур. Есть мельница, слесарная и ремонтная мастерские.
Встречается упоминание в 1831 году о ходатайстве жителя села Сарацыка Бендерского уезда Степана Маркоса об "освобождении от платежа податей и отбывании всяких денежных и личных повинностей до совершеннолетия одного из сыновей его, потому уважению, что он пострадал от нечаянного выстрела унтер офицера и не способен обрабатывать свои хозяйствования".

## Местный совет
68510, Одесская обл., Тарутинский р-н, с. Петровка, ул. Матросова, 6